# Lợn trắng xanh Yorkshire
Lợn trắng xanh Yorkshire, còn được gọi là Lợn Bilsdale, hoặc là "Lợn Máu xanh", là một giống lợn nhà có nguồn gốc ở Vương quốc Anh. Giống lợn này hiện nay được coi là tuyệt chủng.

## Đặc điểm và lịch sử
Lợn trắng xanh Yorkshire là một giống lợn nhỏ có nguồn gốc ở North Riding of Yorkshire, nơi nó có một số mối quan hệ với Lợn trắng Lớn được phát triển trong cùng một quốc gia. Như tên gọi của nó cho thấy nó đã giữ lại những đốm màu xanh nổi bật trên da do đã dần dần được lai tạo từ những con lợn trắng khác. Cho đến giữa thế kỷ 20, Lợn trắng xanh Yorkshire vẫn phổ biến với các nông dân nhỏ lẻ do đặc điểm mạnh mẽ của nó và thực tế là lợn nái đã đóng vai trò là một người mẹ tuyệt vời. Tuy nhiên, giống lợn này ít được biết đến bên ngoài Bắc Riding và là một giống hiếm của quốc gia.
Đến năm 1954 chỉ có ba con lợn được cấp phép, và đến năm 1963 chỉ có một con. Loài này dường như đã tuyệt chủng trước khi tổ chức Trách nhiệm các Giống hiếm còn sống sót thành lập năm 1973.
Một con lợn nái Lợn trắng xanh Yorkshire là một trong những loài động vật được nhắc đến trong bộ phim tài liệu Anh Transport Farms năm 1952, miêu tả cảnh một nông dân vận chuyển hàng từ kho Stokesley.